# Epicrionops lativittatus
Espèce
Statut de conservation UICN

 DD  : Données insuffisantes
Epicrionops lativittatus est une espèce de gymnophiones de la famille des Rhinatrematidae.

## Répartition
Cette espèce est endémique du Pérou. Elle a été découverte dans l'est du pays sans précision de localité et n'est connue que par son holotype.

## Publication originale
- Taylor, 1968 : The Caecilians of the World: A Taxonomic Review. Lawrence: University of Kansas Press, p. 1-848.